# Пам'ятки історії Середино-Будського району
У Середино-Будському районі Сумської області на обліку перебуває 75 пам'яток історії.
| №  | Назва                                                                                                   | Охоронний номер | Місце                                                                         |
| -- | --- | --------------- | ----------------------------------------------------------------------------- |
| 1  | Братська могила радянських воїнів, партизанів, жертв фашизму та пам'ятник воїнам-землякам7              | 1030            | м. Середина-Буда, парк Мирщина                                                |
| 2  | Місце проведення першої бойової операції партизанським з'єднанням Сабурова О. М.                        | 1673            | м. Середина-Буда, ст. Зернове                                                 |
| 3  | Братська могила радянських воїнів                                                                       | 1032            | с. Білоусівка, Стягайлівська сільрада, центр                                  |
| 4  | Місце спаленого села                                                                                    | 1676            | с. Білоусівка, Стягайлівська сільрада, 34 км на північний захід від райцентру |
| 5  | Братська могила радянських воїнів                                                                       | 1031            | с. Боровичі, Кривоносівська сільрада, біля клубу                              |
| 6  | Могила Князькова С. Ф. — радянського воїна                                                              |                 | с. Василівка, Старогутська сільрада, кладовище                                |
| 7  | Могила Матвєєва М. К. — радянського воїна                                                               |                 | с. Василівське, Кренидівська сільрада, околиця села                           |
| 8  | Братська могила радянських воїнів, партизанів та пам'ятник воїнам-землякам                              | 1033            | с. Велика Березка, центр сільради, центр села                                 |
| 9  | Місце спаленого села                                                                                    | 1679            | с. Велика Березка, центр сільради, 18 км від райцентру                        |
| 10 | Могила Усикова А. І. — ходока до Леніна В. І.                                                           | 1858            | с. Велика Березка, центр сільради, кладовище                                  |
| 11 | Братська могила радянських воїнів                                                                       | 1035            | с. Гаврилова Слобода, Старогутська сільрада, кладовище                        |
| 12 | Місце спаленого села                                                                                    | 1680            | с. Гаврилова Слобода, Старогутська сільрада, 18 км від райцентру              |
| 13 | Братська могила радянських воїнів, партизанів та пам'ятник воїнам-землякам                              | 1034            | с. Голубівка, центр сільради, центр села                                      |
| 14 | Місце проведення бойової операції партизанським з'єднанням Ковпака С. А.                                | 1678            | с. Голубівка, центр сільради, по дорозі до с. Велика Березка                  |
| 15 | Місце спаленого села                                                                                    | 1681            | с. Голубівка, центр сільради, 20 км від райцентру                             |
| 16 | Братська могила радянських воїнів та пам'ятник воїнам-землякам                                          | 1036            | с. Жихове, центр сільради, центр села                                         |
| 17 | Братська могила радянських воїнів та пам'ятник воїнам-землякам                                          | 1037            | с. Журавка, Очкинська сільрада, центр                                         |
| 18 | Братська могила жертв фашизму                                                                           | 1684            | с. Журавка, Очкинська сільрада, кладовище                                     |
| 19 | Братські могили жертв фашизму                                                                           | 1040            | смт Зноб-Новгородське, центр селищної ради, на території лікарні              |
| 20 | Братська могила радянських воїнів, партизанів та пам'ятник воїнам-землякам                              | 1039            | смт Зноб-Новгородське, центр селищної ради, центр села                        |
| 21 | Місце спаленого села                                                                                    | 1689            | смт Зноб-Новгородське, центр селищної ради, за 36 км від райцентру            |
| 22 | Братська могила радянських воїнів, партизанів та пам'ятник воїнам-землякам                              | 1041            | с. Зноб-Трубчевське, центр сільради, центр села                               |
| 23 | Місце спаленого села                                                                                    | 1683            | с. Зноб-Трубчевське, центр сільради, 40 км від райцентру                      |
| 24 | Братська могила радянських льотчиків                                                                    | 1043            | с. Зноб-Трубчевське, центр сільради, кладовище                                |
| 25 | Братська могила радянських воїнів та пам'ятник воїнам-землякам                                          | 1042            | с. Кам'янка, центр сільради, центр села                                       |
| 26 | Місце спаленого села                                                                                    | 1687            | с. Красичка, Жихівська сільрада, 20 км від райцентру                          |
| 27 | Братська могила радянських воїнів та пам'ятник воїнам-землякам                                          | 1045            | с. Кренидівка, центр сільради, центр села                                     |
| 28 | Місце спаленого села                                                                                    | 1688            | с. Кренидівка, центр сільради, 47 км від райцентру                            |
| 29 | Братська могила радянських воїнів та пам'ятник воїнам-землякам                                          | 1046            | с. Кривоносівка, центр сільради, центр села                                   |
| 30 | Братська могила жертв фашизму                                                                           | 1048            | с. Кривоносівка, центр сільради, урочище Касеєвка                             |
| 31 | Місце спаленого села                                                                                    | 1689            | с. Лісне, Голубівська сільрада, 25 км від райцентру                           |
| 32 | Братська могила радянських воїнів                                                                       |                 | с. Лісне, Голубівська сільрада, берег р. Знобівка                             |
| 33 | Братська могила радянських воїнів                                                                       |                 | с. Лісова Поляна, Ромашківська сільрада, кладовище                            |
| 34 | Братська могила радянських воїнів                                                                       | 1047            | с. Лужки, Кам'янська сільрада, центр                                          |
| 35 | Могила радянського воїна                                                                                |                 | с. Лужки, Кам'янська сільрада, кладовище                                      |
| 36 | Братська могила партизанів, в якій похований Рудь П. С. — поет                                          | 1050            | с. Лукашенківське, Великоберезківська сільрада, центр                         |
| 37 | Братська могила радянських воїнів та пам'ятник воїнам-землякам                                          | 1053            | с. Мифодівка, Кренидівська сільрада, центр села                               |
| 38 | Місце спаленого села                                                                                    | 1691            | с. Мифодівка, Кренидівська сільрада, 37 км від райцентру                      |
| 39 | Могила Компанійця Ф. Г. — Героя Радянського Союзу                                                       |                 | с. Мифодівка, Кренидівська сільрада, кладовище                                |
| 40 | Місце спаленого села                                                                                    | 1693            | с. Нова Гута, Старогутівська сільрада, 20 км від райцентру                    |
| 41 | Місце спаленого села                                                                                    | 1694            | с-ще Нова Спарта, Жихівська сільрада, 30 км від райцентру                     |
| 42 | Братська могила радянських воїнів, жертв фашизму та пам'ятник воїнам-землякам                           | 1054            | с. Нововасилівка, центр сільради, центр села                                  |
| 43 | Місце спаленого села                                                                                    | 1692            | с. Нововасилівка, центр сільради, 54 км від райцентру                         |
| 44 | Місце розташування штабу партизанського з'єднання Сабурова О. М.                                        | 1029            | с. Нововасилівка, центр сільради, центр села                                  |
| 45 | Братська могила радянських воїнів та пам'ятник воїнам-землякам                                          | 1695            | с. Очкине, центр сільради, центр села                                         |
| 46 | Місце спаленого села                                                                                    | 1697            | с. Очкине, центр сільради, 55 км від райцентру                                |
| 47 | Місце формування Новгород — Сіверського полку                                                           | 1696            | с. Очкине, центр сільради, центр села                                         |
| 48 | Братська могила радянських воїнів та пам'ятник воїнам-землякам                                          | 1059            | с. Пигарівка, центр сільради, центр села                                      |
| 49 | Братська могила радянських воїнів                                                                       | 1058            | с. Порохонь, Рожковицька сільрада, центр села                                 |
| 50 | Братська могила радянських воїнів                                                                       | 1063            | с. Ріг, Пигарівська сільрада, центр села                                      |
| 51 | Братська могила радянських воїнів                                                                       | 1061            | с. Рожковичі, центр сільради, центр села                                      |
| 52 | Братська могила радянських воїнів                                                                       | 1698            | с. Рожковичі, центр сільради, біля школи                                      |
| 53 | Братська могила радянських воїнів                                                                       |                 | с. Рожковичі, центр сільради, околиця                                         |
| 54 | Могила радянського воїна                                                                                |                 | с. Рожковичі, центр сільради, праворуч від дороги до с. Ситне                 |
| 55 | Братська могила радянських воїнів                                                                       | 1062            | с. Ромашкове, центр сільради, кладовище                                       |
| 56 | Могила радянського воїна                                                                                |                 | с. Ромашкове, центр сільради, кладовище                                       |
| 57 | Братська могила радянських воїнів та пам'ятник воїнам-землякам                                          | 1065            | с. Рудня, Жихівська сільрада, центр                                           |
| 58 | Місце спаленого села                                                                                    | 1699            | с. Рудня, Жихівська сільрада, 30 км від райцентру                             |
| 59 | Братська могила радянських воїнів                                                                       | 1066            | с. Ситне, Рожковицька сільрада, центр                                         |
| 60 | Братська могила радянських воїнів                                                                       |                 | с. Ситне, Рожковицька сільрада, кладовище                                     |
| 61 | Братська могила радянських воїнів, партизанів та пам'ятник воїнам-землякам                              | 1067            | с. Стара Гута, центр сільради, центр села                                     |
| 62 | Місце спаленого села                                                                                    | 1701            | с. Стара Гута, центр сільради, 25 км від райцентру                            |
| 63 | Місце базування партизанського з'єднання Ковпака С. А. — землянка                                       | 1860            | с. Стара Гута, центр сільради, у лісі                                         |
| 64 | Місце базування та виходу в рейд на Правобережну Україну партизанського з'єднання Ковпака С. А.         |                 | с. Стара Гута, центр сільради, в лісі                                         |
| 65 | Місце розташування штабу Сумського партизанського з'єднання під командуванням Ковпака С. А.             | 1027            | с. Стара Гута, центр сільради, центр села                                     |
| 66 | Братська могила радянських воїнів                                                                       | 1069            | с. Стягайлівка, центр сільради, центр села                                    |
| 67 | Місце спаленого села                                                                                    | 1704            | с. Стягайлівка, центр сільради, 30 км від райцентру                           |
| 68 | Група братських (2) могил учасників громадянської війни, радянських воїнів та пам'ятник воїнам-землякам | 1705            | с. Уралове, центр сільради, центр села                                        |
| 69 | Братська могила радянських льотчиків                                                                    |                 | с. Уралове, центр сільради, кладовище                                         |
| 70 | Місце розташування штабу Першого Білоруського фронту під командуванням Рокосовського К. К.              | 1859            | с. Уралове, центр сільради, вул. Мешкова                                      |
| 71 | Місце формування 3-го батальйону першого полку Червоного козацтва під командуванням Туровського С. О.   | 1706            | с. Уралове, центр сільради, центр села                                        |
| 72 | Братська могила радянських воїнів                                                                       | 1072            | с. Хильчичі, Кривоносівська сільрада, центр                                   |
| 73 | Місце розташування штабу полку Червоного козацтва на чолі з Примаковим В. М.                            | 1028            | с. Хильчичі, Кривоносівська сільрада, центр села                              |
| 74 | Братська могила партизанів                                                                              | 1074            | с. Червоне, Кренидівська сільрада, кладовище                                  |
| 75 | Братська могила радянських воїнів, партизанів та пам'ятник воїнам-односельцям                           | 1073            | с. Чернацьке, центр сільради, центр села                                      |
|    | |                 |                                                                               |